# Moishe Kulbak
Moyshe Kulbak (Smarhon, 20 maart 1896 – Minsk, 29 oktober 1937) was een Wit-Russische dichter, toneelschrijver en auteur van verhalen en romans. Zijn werken schreef hij in het Jiddisch.

## Levensloop
Kulbak werd geboren op 20 maart 1896 in Smorgon in het toenmalige tsaristische Rusland, thans Wit-Rusland. Hij was afkomstig uit een Joodse familie van houthandelaars. Hij volgde onderwijs in een joodse basisschool en vervolgens in een instelling voor hoger Joods onderwijs, met een focus op het bestuderen van de Thora en de Talmoed. Tijdens de Eerste Wereldoorlog woonde hij in Kovno waar hij gedichten in het Hebreeuws schreef en Hebreeuwse les gaf aan Joodse wezen in het lokale weeshuis. In 1916 debuteerde hij met Sjterndl dat op muziek werd gezet en men voor een volkslied hield, dat bedelaars op binnenplaatsen zongen.
In 1918 verhuisde Kulbak naar Minsk en een jaar later naar Wilna, waar hij in 1920 zijn eerste dichtbundel, Shirim, uitgaf. Later dat jaar vertrok hij naar Berlijn, waar de bundel onder de titel Lider opnieuw werd uitgegeven. In maart 1920 verscheen het langere gedicht Di sjtot ('De stad') in het tijdschrift Inzikh. In het gedicht beschreef Kulbak de stad van zonsopgang tot -ondergang.

### Kulbak in Berlijn
In 1920 vertrok Kulbak naar Berlijn. Doordat het voor hem lastig was om in zijn onderhoud te voorzien, viel het leven in de Duitse hoofdstad hem niet gemakkelijk. Hij werkte onder meer als souffleur, en hoewel hij heimwee had, bleef hij in Berlijn vanwege zijn grote interesse in alles wat de stad te bieden had. Tijdens zijn verblijf schreef hij Naie Lider (1922), een driedelige dichtbundel die geen directe relatie hebben met Berlijn. In het werk komt zijn interesse in marginale personages naar voren. Net als in zijn werk Di sjtot komt het contrast tussen de stedelijke omgeving en de natuur opnieuw aan bod.

### Terugkeer naar Wilna
In 1923 keerde Kulbak terug naar Wilna en werd een actieve deelnemer aan het culturele leven. In 1924 verscheen in Berlijn zijn eerste prozawerk Mesjieëch ben Efraïm. Dit werk betekende een overgang naar het modernisme. Kulbak zocht naar het formuleren van een aantal centrale problemen van zijn generatie: de revolutie, de apocalyps en het messianisme.
In 1926 publiceerde Kulbak het lange gedicht Wilne. In die periode gaf hij les aan een gymnasium in Wilna, waar hij zijn leerlingen begeleidde bij het opvoeren van toneelstukken. Kulbak genoot aanzien als spreker en vervulde de rol van voorzitter van de Jiddische PEN Club, een organisatie die zich inzette voor de promotie van Jiddische literatuur en cultuur. In hetzelfde jaar werd zijn tweede prozawerk, Montog uitgegeven.
In 1928 vertrok Kulbak naar de Sovjet-Unie, waar hij zich vestigde in Minsk, een stad waar veel van zijn familie woonde. In die periode bloeide het Jiddische culturele leven in de stad, samen met de bijbehorende instituties. Kulbak schreef daar twee drama’s, en in 1933 publiceerde hij het werk Disner Tsajld Harold, een gedicht in 62 strofen over de stad Berlijn. Kulbak publiceerde zijn tweedelige roman 'Zelminianer' in 1931 en 1935. De roman beschrijft met ironie en begrip de nieuwe veranderende levensomstandigheden in Rusland, maar werd niet goed ontvangen door de literaire critici, omdat het werk niet voldeed aan de proletarische normen van het socialistische realisme.
De omstandigheden in de Sovjet-Unie maakten het voor Kulbak steeds moeilijker om zijn schrijverschap voort te zetten. In 1937 werd hij gearresteerd na de tweede uitvoering van zijn stuk Boitre door een lid van de NKVD. Door de militaire rechtbank van het hooggerechtshof van Wit-Rusland werd Kulbak beticht van spionage. Deze arrestatie maakte echter deel uit van de stalinistische repressie tegen Jiddische schrijvers en culturele activisten in Minsk. Na een showproces werd Kulbak op 29 oktober van dat jaar geëxecuteerd.
Na zijn dood verschenen verschillende edities van zijn werk, en vertalingen van zijn gedichten en prozawerk werden gepubliceerd in het Duits, Hebreeuws, Frans, Engels en Russisch.